# Toma de Vigo y Pontevedra
La toma de Vigo y Pontevedra (octubre de 1719) fue una victoria británica al mando de lord Cobham, cuando su expedición desembarcó en las costas españolas y ocupó durante diez días las ciudades de Vigo y Pontevedra antes de su retirada, como parte de la guerra de la Cuádruple Alianza.

## La expedición
La expedición fue enviada como respuesta a la ayuda española a los jacobitas, a los que España apoyó, enviando tropas a Escocia que fueron derrotadas en la batalla de Glenshiel. La expedición también tenía como objetivo demostrar a los españoles que las fuerzas aliadas podían atacar sin problemas sus vulnerables costas sin apenas dificultad, cosa que fue conseguida con un simultáneo asalto francés en el este de España, intentando así que esto forzara con los españoles un empate militar. Este golpe causó un limitado efecto en las autoridades españolas, que hizo ver a estas, lo vulnerables que eran ante un desembarco aliado, cosa que se agravaría con un nuevo frente abierto en la frontera francesa.